# Церковь Рождества Пресвятой Богородицы (Великий Новгород)
Церковь Рождества Пресвятой Богородицы — памятник архитектуры, руины в Великом Новгороде, современный адрес — Десятинный монастырь, Десятинная улица, 18, в центральной части.
На месте церкви изначально, в 1327 году, была построена одноимённая деревянная; согласно летописям, каменное строение было заложено в 1397 году. Согласно реконструкции Н. Н. Кузьминой 1998 года, одноапсидная одноглавая четырёхстолпная церковь с трёхлопастным завершением была прямоугольной в плане (22,4 х 12 м), у неё было три входа, паперть занимала всю ширину западной стены. Южный и северный фасады (утрачены) были разделены лопатками на три части, внизу стен были закладные кресты. Кладка XIV века сделана из красного ракушечника и кирпича 28 x 14 x 6,5 см, кладка XVII века — из кирпича 30 x 12-12,5 x 5-5,5 см, фундаменты 1397 года сделаны из дикого камня с глубиной заложения 1-1,1 м.
Во время шведской оккупации Новгорода 1611—1617 годов церковь пострадала, но была восстановлена в 1628 году. В 1670-е годы её перестроили, сделав двухэтажной со сводчатым перекрытием между этажами, столбы и стены при этом были утолщены, западный и южный порталы переделаны, а в апсиде пробито окно. В 1820-е годы с севера и с юга пристроили одноапсидные одноглавые приделы, с запада возвели притвор. При перестройке 1890-х годов в стиле эклектики стены, столбы и своды церкви были разобраны до уровня перекрытия подцерковья, новая кладка была сделана выше, с массивным барабаном и ещё четырьмя по бокам, сверху был сделан ярус окон.
Северный и южный приделы, западная пристройка и западная часть в целом, кровля и угловые барабаны церкви были разрушены во время Великой Отечественной войны. В 1946 году рухнула верхняя часть здания. В 1960-х годах прошли раскопки под руководством М. Х. Алешковского, в ходе которых была вскрыта большая часть подцерковья и большая часть западного притвора. Н. Н. Кузьмина и В. А. Дружинин провели в 1983 году обмеры, Н. Н. Кузьмина подготовила проект консервации руин, который не был осуществлён. На 2008 год от постройки 1397 года осталась почти вся высота северной части апсиды и стены высотой 0,1-1 м.
В церкви ранее примыкал нынче отдельно стоящий Настоятельский корпус.